# Fòrum Pont Aeri
|  | No s'ha de confondre amb Pont Aeri (discoteca). |

El Fòrum Pont Aeri és un grup d'empresaris catalans i espanyols nascut el 2011 que s'autodefineix com un fòrum per «debatre amb líders polítics i empresarials, intercanviar vivències, analitzar situacions d'interès general i proposar solucions». El Fòrum Pont Aeri ha estat categoritzat com a lobby per diversos mitjans, que posicionen aquest grup en contra del procés independentista català.
El fòrum realitza sopars discrets amb polítics, i cada trobada té un empresari diferent com a amfitrió. S'ha reunit amb Artur Mas (març de 2011), Esperanza Aguirre (juliol de 2011), Mariano Rajoy (setembre de 2011 i abril de 2015), Luis de Guindos (gener de 2012 i abril de 2015), Soraya Sáenz de Santamaría (maig de 2012), José Manuel García-Margallo (setembre de 2012), Luis María Linde (novembre de 2012), Alfredo Pérez Rubalcaba (gener de 2013) Ana Pastor (abril de 2013), Alberto Ruiz Gallardón (octubre de 2013), Cristóbal Montoro (novembre de 2013), Felip de Borbó (febrer de 2014), José Manuel Soria (abril de 2014), Felipe González (juny de 2014), Jorge Fernández Díaz (octubre de 2014), Pedro Sánchez (novembre de 2014), Jesús Posada (març de 2015), Cristina Cifuentes (juliol de 2015), Rafael Catalá (octubre de 2015) i Albert Rivera (octubre de 2015).

## Membres
Està format per una trentena de grans empresaris de Barcelona i de Madrid, entre els quals destaquen:
| - Esther Alcocer Koplowitz (FCC) - Salvador Alemany i Mas (Abertis) - Santiago Bergareche Busquet (Grup Vocento) - Antoni Brufau i Niubó (Repsol) - Jaime Castellanos Borrego (Willis Iberia) - Antonio Catalán Díaz (AC Hotels) - Javier Godó Muntañola (Grupo Godó) - Luis Conde Moller (Seeliger & Conde) - José Crehueras Margenat (Grupo Planeta) - María Dolores Dancausa Treviño (Bankinter) - Luis de Carlos Bertrán (Uría Menéndez) - José Manuel Entrecanales Domecq (Acciona) - Antonio Fernández-Galiano (Unidad Editorial) - Rafael Fontana (Cuatrecasas, Gonçalves Pereira) - Salvador Gabarró i Serra (Gas Natural Fenosa) - Ignacio Garralda Ruiz de Velasco (Mútua Madrileña) - Antonio Garrigues Walker (Garrigues Advocats) | - Joaquim Gay de Montellà i Ferrer-Vidal (Foment del Treball Nacional) - Gonzalo Gortázar Rotaeche (CaixaBank) - Antonio Huertas Mejías (Mapfre) - Enric Lacalle i Coll (Fòrum Pont Aeri) - Josep Oliu i Creus (Banc Sabadell) - Alberto Palatchi Ribera (Pronovias) - Florentino Pérez Rodríguez (ACS) - Borja Prado Eulate (Endesa) - Marc Puig i Guasch (Puig) - Josep Sánchez i Llibre (Unió Democràtica de Catalunya) - Àngel Simón Grimaldos (Agbar) - Isabel Tocino Biscarolasaga (Banco Santander) - Manuel Torreblanca Ramírez (Gopa Consulting) - Antonio Vázquez Romero (IAG) - Juan Miguel Villar Mir (OHL) - Josep Maria Xercavins i Lluch (Tauro Real Estate) |